# Бариш-Тищенко Ірина Андріївна
Ірина Андріївна Бариш-Тищенко (нар. 22 вересня 1942, Новосибірськ) — український мистецтвознавець; член Національної спілки художників України з 1999 року. Дружина майстра художнього скла Олега Гущина.

## Біографія
Народилася 22 вересня 1942 року в місті Новосибірську (нині Росія). 1968 року закінчила Київський художній інститут, де її педагогами з фаху зокрема були Платон Білецький, Людмила Міляєва, Юрій Асєєв, Леонід Владич.
Протягом 1967—1969 років працювала у Художньому фонді УРСР, брала участь у виявленні осередків традиційного народного мистецтва в регіонах України; у
1969—1973 роках завідувала творчими секціями Київської організації Спілки художників України; у 1973—1976 роках досліджувала проблеми розвитку дизайну та сучасних технологій виробів художнього скла й кераміки, входила до складу Республіканської художньої ради (скло, кераміка) Міністерства промисловості будівельних матеріалів УРСР. Протягом 1981—1991 років здійснювала науково-методчну роботу зі створення нових та вдосконалення існуючих експозицій музеїв України художнього профілю в складі науково-методичних відділів Національного музею історії України (1981—1986 роки) та Національного художнього музею України (1986—1991 роки). У 1991—1999 роках завідувала сектором експозиційно-виставкової роботи Музею видатних діячів української культури.
Живе у Києві, в будинку на вулиці Івана Мазепи, № 17, квартира № 16.

## Праці
Рецензент альбому «Київський музей Російського мистецтва» (Київ, 1979—1989). Авторка статей про розвиток окремих галузей образотворчого та декоративного мистецтва, опублікованих у журналі «Образотворче мистецтво», зокрема:
- «20 років Українського „Агітплаката“» (1981, № 3);
- «Ювелірне мистецтво — здобутки і тенденції» (1982, № 3);
- «Петриківський розпис. Проблеми розвитку» (1986, № 3);
- «Народне мистецтво в музеях Республіки» (1990, № 2);
- «Київські художники — знаменній даті» (1990, № 3).

інші праці
- «Освідчення в коханні», до 70-річчя від дня народження Катерини Білокур (1979);
- «Російський живопис в музеях України» (1989).

Авторка статей до Енциклопедії сучасної України: Кириченко Ірина Вікторівна та Кириченко Михайло Романович.